# Felix Aftene
Felix Aftene (n. 1 ianuarie 1972, Vaslui, județul Vaslui) este un artist vizual postmodernist, exponent al școlii ieșene de pictură.

## Date biografice
Felix Aftene s-a născut în anul 1972, în orașul Vaslui. A reușit să își convingă părinții să îl înscrie la liceul de artă, pentru că reușise să câștige o diplomă la concursul “Cântarea României” în 1985. A absolvit Liceul de Artă „Octav Băncila” din Iași în 1990. În această perioadă, a frecventat atelierul pictorului Ion Neagoe.
Din 1990, și-a continuat studiile artistice la Academia de artă "George Enescu" din Iași, secția Artă Monumentală, la clasa profesorului Dimitrie Gavrilean. În 1996, termină facultatea ca șef de promoție. În această perioadă, călătorește în Rusia, Franța, Italia și Maroc, unde vizitează muzeele și scolile de artă, întrând în contact cu mediile artistice din aceste țări.
În 1998, câștigă un concurs pentru realizarea unei picturi murale în spațiul Direcției Generale a Finanțelor Publice Iași. Lucrarea, intitulată "Babylon", este realizată în tehnică mixtă pe o suprafață de 74 mp, iar execuția ei a durat trei luni.
În 2008, revine în spațiul public cu o altă lucrare, "Capsula timpului", un monument realizat din bronz, amplasat în fața Primăriei municipiului Iași la aniversarea a 600 de ani de atestare documentară a orașului.
În domeniul picturii, Felix Aftene este unul dintre cei mai activi artiști contemporani din România. Lucrările sale se gasesc în muzee și colecții private din țară și străinatate (S.U.A, Marea Britanie, Germania, Elveția, Franța, Italia, Spania, Israel). În 1997-1998, lui Felix Aftene i se acordă Bursa Uniunii Artiștilor Plastici, România.
Realizează ilustrații de carte pentru editurile Polirom, Humanitas, Junimea. A ilustrat integral ”Cartea ființelor imaginare” de Jorge Louis Borges, Ed. Polirom, ediția 2006, și ”Amour” de Maxim Crocer, Ed. Humanitas, ediția 2010.
Este membru al Uniunii Artiștilor Plastici din România din 1997. În 2005, intră în Biroul de Conducere, iar din ianuarie 2013 este președinte al U.A.P.R., filiala Iași.
În 2001, împreună cu Gabriela Drinceanu și Zamfira Bârzu formează "Grup 3", un grup artistic a cărui coerență stilistică vine din reevaluarea tradiției patrimoniale est-europene prin modalități de expresie noi, păstrând suportul tradițional.
Lucrări în spațiul public:

"Babilon", pictură murală, tehnică mixtă
"Capsula timpului", sculptură în bronz

## Expoziții
Expoziții personale
- 2012 Expoziție de pictură și sculptură, Galeria Muzeului Județean “Ștefan cel Mare”, Vaslui[8]
- 2012 Expoziție de pictură si grafică, “Atemporal” Galeria “Paul Amarica” Paris Franța[9][10]
- 2011 Expoziție foto, video, instalație, “Nato come home” Galeria de artă contemporană a Muzeului Brukenthal Sibiu[11][12]
- 2011 Expoziție de pictură și sculptură, Berliner Liste, Berlin Germania[13][14]
- 2011 Expoziție de pictură și sculptură, Galeria Parlamentului European, Bruxelles Belgia[15]
- 2010 Expozitie de grafică, “Am(o)ur”, Librăria Avant-Garde, Iași
- 2010 Expoziție de pictură și sculptură, “Cădere în timp”, Centrul Cultural Francez, Iași[16][17]
- 2010 Expoziție de pictură și sculptură, “Cădere în timp”, Ordinul Arhitecților, Iași
- 2010 Expoziție de pictură și sculptură, “Cădere în timp”, galeria “pe gard”, Casa de Cultură “Mihai Ursachi”, Iași
- 2008 Expoziție de pictură și sculptură, “Antropomorfisme”, galeria de artă contemporană „Calina”, Timișoara
- 2008 Expoziție de pictură și sculptură, “Cine este Doamne, omul?”, galeria “N. Tonitza”, Bârlad
- 2007 Expoziție de grafică, “Cartea ființelor imaginare”, Librăria Avant-Garde, Iași
- 2007 Expoziție de pictură și sculptură, “Cine este Doamne, omul?”, galeria “Dana”, Iași
- 2007 Expoziție de pictură “Măști”, galeria “Paul Amarica”, Paris Franța[18]
- 2007 Expoziție de grafică, “Cartea ființelor imaginare”, Ateneu Tătărași, Iași
- 2006 Expoziție de grafică, Casa de cultură "Mihai Ursachi", Iași
- 2006 Expoziție de pictură, “Atelier”, Muzeul de Artă Vizuală Galați
- 2005 Expoziție de pictură, “Măști” Banca Comerciala “Ion Țiriac”, Iași
- 2005 Expoziție de pictură, ”Atelier”, Galeria “Cupola”, Iași
- 2005 Expoziție de pictură și grafică, galeria “N. Tonitza”, Bârlad
- 2004 Expoziție de pictură, ”Atelier”, Centrul Cultural Francez Iași
- 2003 Expoziție de pictură, Fashion Week, Teatrul Național, Iași
- 2002 Expoziție de pictură, Sala Polivalentă, Teatrul Național, Iași
- 2000 Expoziție de pictură, “Colecția personală”, Galeria “Cupola”, Iași
- 2000 Expoziție de pictură, Festivalul Internațional de Modă, Teatrul Național, Iași
- 1999 Expoziție de pictură “Semne”, Direcția Generală a Finanțelor Publice, Iași
- 1998 Expoziție de pictură “Babilon”, Galeria Cupola, Iași
- 1996 Expoziție de pictură “Geneza”, Centrul Cultural Francez, Iași
- 1987 Expoziție de pictură și sculptură, Sala “Plastica”, Iași

Expozitii “Grup 3”
- 2010 “Percepția omului”, Galeria “Cupola”, Iași[19]
- 2009 “3+1”, Galeria “Simeza”, București[20]
- 2008 “Narcisism”, Galeria “Cupola”, Iași
- 2007 “Erotica”, Galeria “Anixis”, grafică, Baden, Elveția
- 2006 “Triade”, Galeria “Triconc”, Iași
- 2005 "Caractere", Galeria „Anixis“, Baden, Elveția
- 2004 "Identități", Centrul Cultural Român din Veneția Italia
- 2004 "Identități", Centrul Cultural Român din Viena Austria
- 2004 "Identități", Centrul Cultural Român din Budapesta Ungaria
- 2003 "Colecție personală", MuzeuI Județean “Stefan cel Mare”, Vaslui
- 2003 Pictură și Sculptură, galeria “N. Tonitza”, Bârlad
- 2002 "Imagine – Tradiție și actualitate", instalație cu mesaj sacru, Simpozion Cucuteni, Galerial “Cupola”, Iași
- 2002 "Înger și Demon" Centrului Cultural Român, Paris Franța
- 2002 "Alternative" Galeria “Cupola”, Iași
- 2001 "Amprente în timp", Piccola Galleria Correr, Veneția Italia
- 2001 "Mesaje afective", Galeria “Cupola”, Iași

## Premii
- 2011 Diplomă de excelență a UAPR Iași pentru expoziția Berliner Liste, Fair for Contemporary Art and Photography
- 2011 Premiul UAPR, Bienala de artă “Lascăr Vorel” Piatra Neamț
- 2010 Premiul pentru pictură, Muzeul “Mihai Eminescu” Iași
- 2008 Diplomă de excelență, Salonul UAPR, Iași
- 2008 Diplomă de excelență acordată “Grup 3” la Salonul Art-Is pentru expoziția “Narcisismul”, proiect "Iași 600"
- 2008 Diploma de onoare a festivalului internațional al centrului pentru cultură și arte Piatra-Neamț
- 2007 Diplomă de excelență pentru activitatea expozițională internațională acordată “Grup 3”, Salonul Art-Is, Iași
- 2006 Premiul “Victor Brauner”, Festivalul de Avantgardă, Iași
- 2005 Premiul “Vasile Pogor”, Primăria Municipiului Iași
- 2006 Premiul Primăriei Chișinău, Saloanele Moldovei
- 2003 Salonul Anual, Premiul pentru pictură
- 2003 Premiul Salonului de Artă plastică contemporană, Focșani
- 2003 Medalia “Teiul de argint” al Centrului European de Cultură “Mihai Eminescu”, Ipotești
- 1999 Premiul Fundației “Sf. Luca”, Bârlad
- 1997 Premiul I, UAPR, filiala Iași, Salonul de Toamnă